# Lee Hae-chan
Lee Hae-chan (Cheongyang, 20 luglio 1952) è un politico sudcoreano.

## Biografia
Fu primo ministro della Corea del Sud dal giugno 2004 al marzo 2006.